# Emanuel Vincent Harris
Emanuel Vincent Harris (26. června 1876 Devonport – 1. dubna 1971 Bath), též zvaný E. Vincent Hariss, byl anglický architekt, proslulý zejména svými návrhy veřejných budov ve Spojeném království.

## Život
Narodil se v Devonportu v hrabství Devon. Nejprve studoval v Kingsbridge, poté v roce 1893 absolvoval stáž u architekta Jamese Harveyho v Plymouthu. V roce 1897 přesídlil do Londýna; zde asistoval architektům Leonardu Stokesovi a Williamu Emersonovi. V letech 1901 až 1907 pracoval pro Radu londýnského hrabství a poté si již založil vlastní soukromou praxi.
Většina Harissových prací byla navržena ve novoklasicistním slohu. Jeho dílo bylo velmi často předmětem kritiky modernistů. Když v roce 1951 přebíral Královskou zlatou medaili, tak v děkovné řeči mimo jiné uvedl: „Podívejte se, mnohým z vás, kteří tu jste dnes večer přítomni, se má práce nelíbí, ovšem mně se zase nelíbí to, co děláte vy...“
V roce 1942 se stal členem Královské akademie umění v Londýně. Zemřel v roce 1971 ve městě Bath v hrabství Somerset.

## Galerie

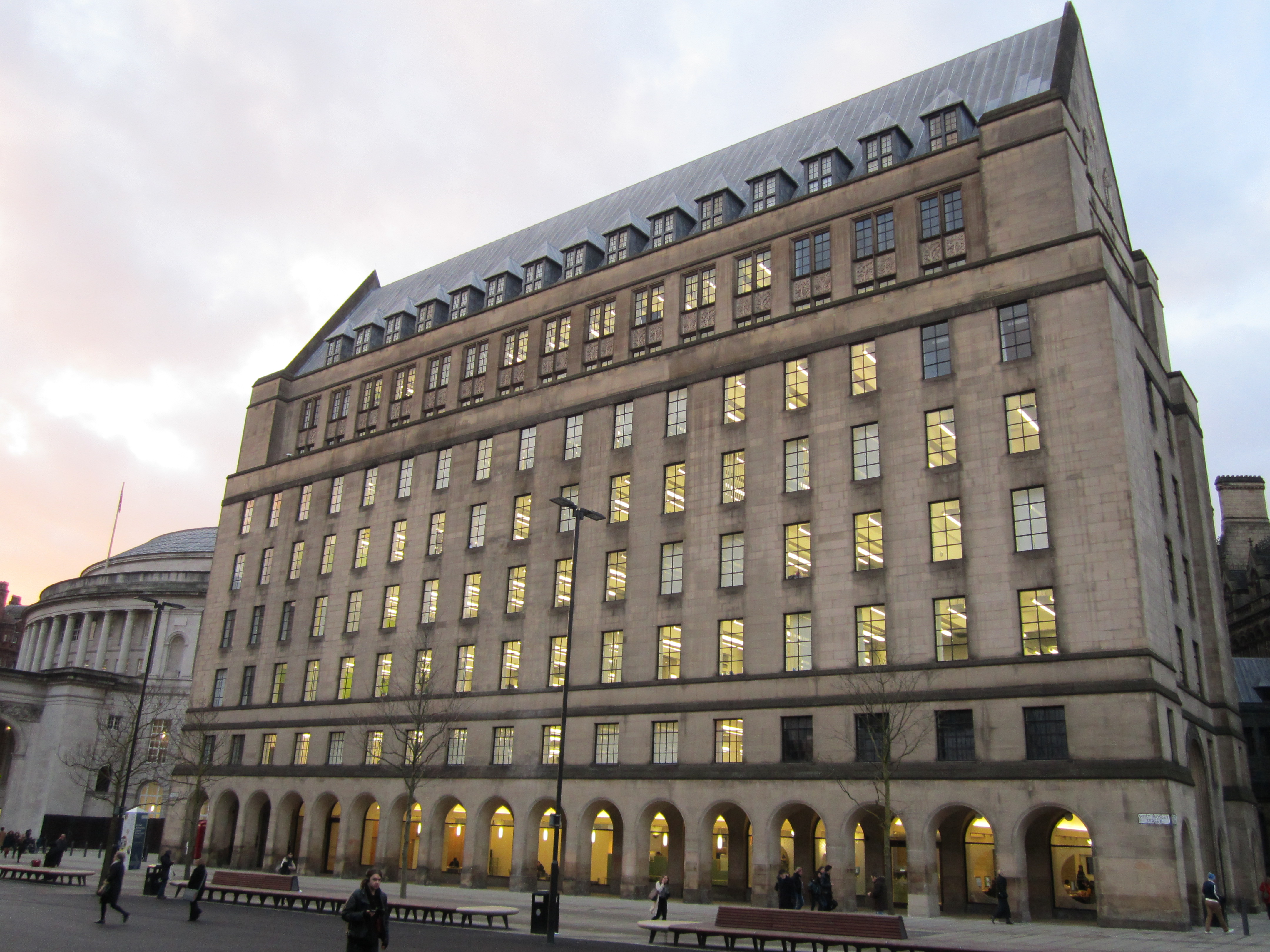
Přístavba Radnice v Manchesteru (1934-38)
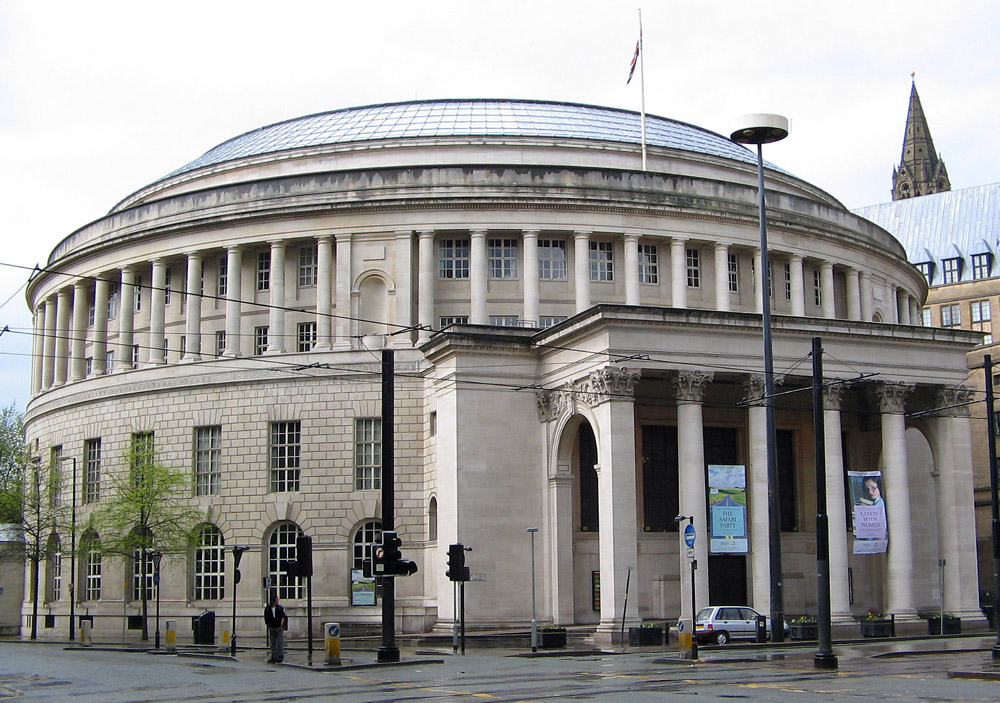
Budova Ústřední knihovny v Manchesteru (1930-34)
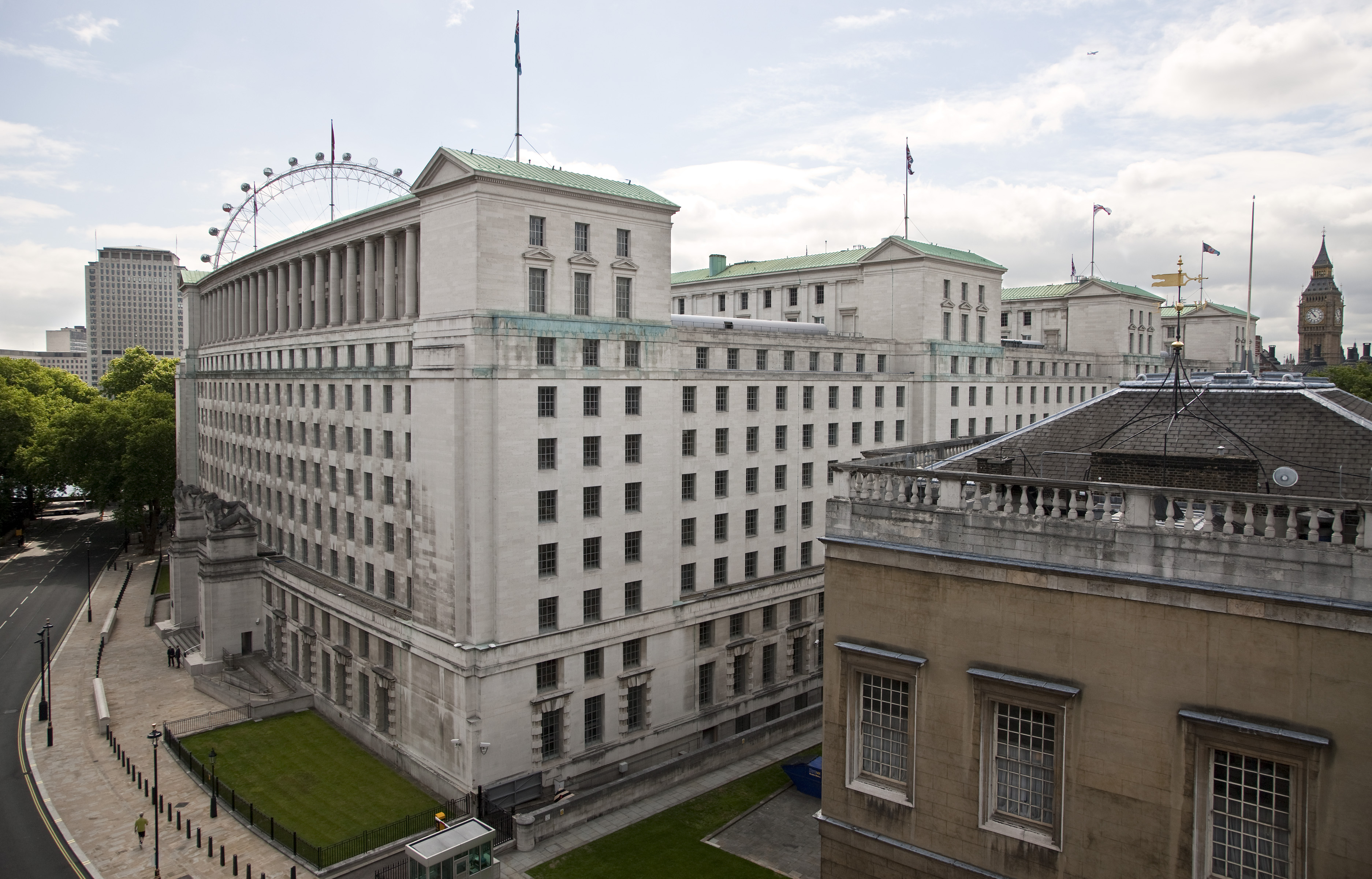
Hlavní budova Ministerstva obrany v Londýně
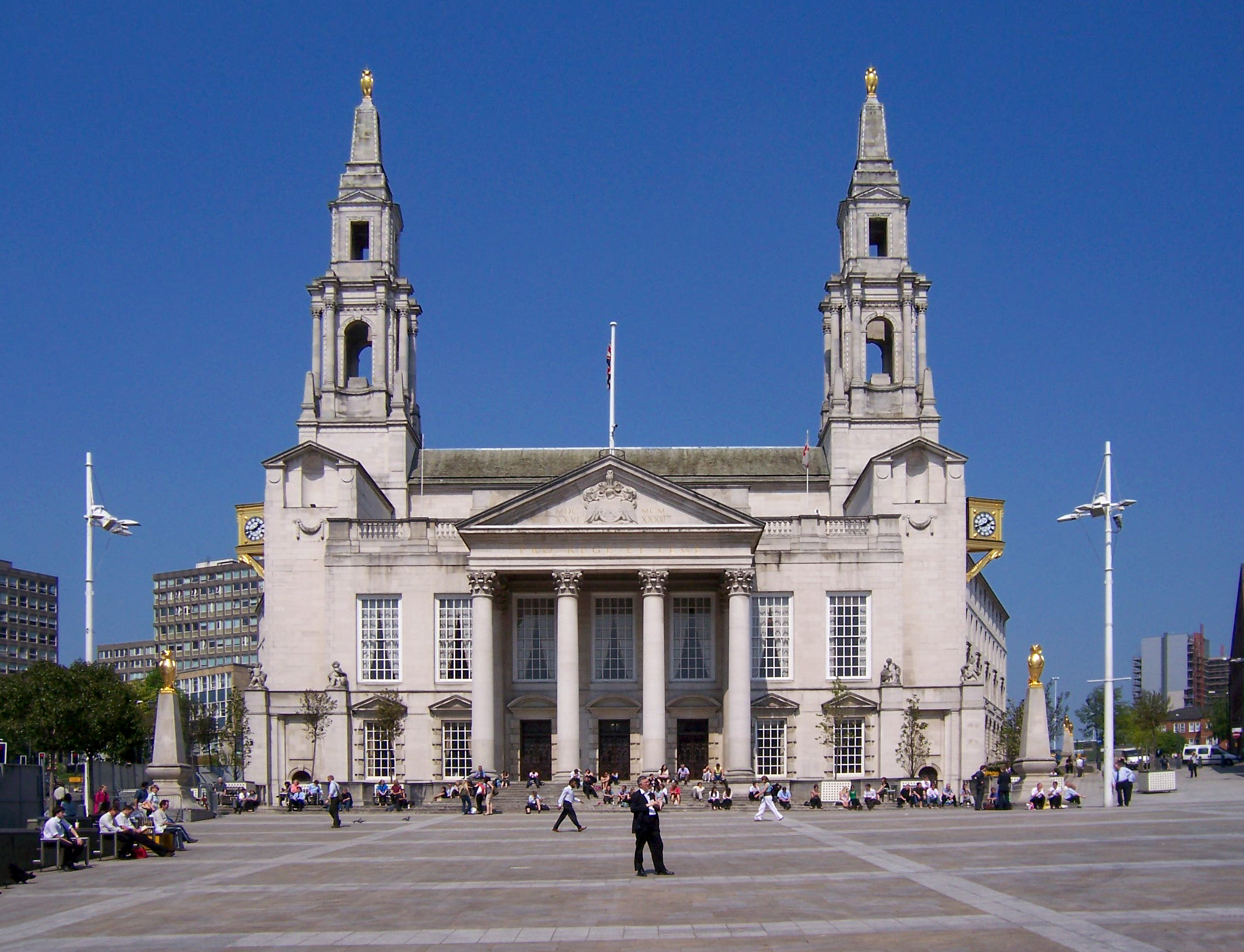
Leeds Civic Hall